# یوری خمیلف

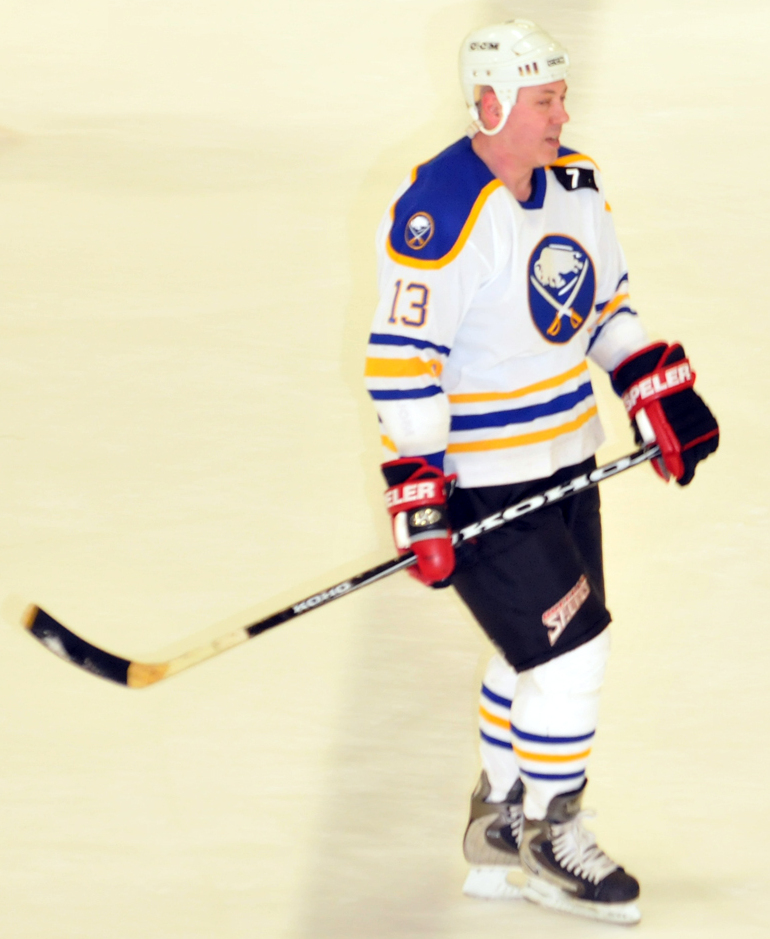
یوری خمیلف - ۲۰۱۱

یوری خمیلف (روسی: Юрий Алексеевич Хмылëв؛ زادهٔ ۹ اوت ۱۹۶۴) بازیکن هاکی روی یخ اهل اتحاد جماهیر شوروی سوسیالیستی بود.